# Тидмор Бенд (Алабама)
Тидмор Бенд (енгл. Tidmore Bend) насељено је место без административног статуса у америчкој савезној држави Алабама.

## Демографија
По попису из 2010. године број становника је 1.245.
| Група             | 2000.    | 2010.         |
| Белци             | 0 (0,0%) | 1.153 (92,6%) |
| Афроамериканци    | 0 (0,0%) | 52 (4,2%)     |
| Азијати           | 0 (0,0%) | 2 (0,2%)      |
| Хиспаноамериканци | 0 (0,0%) | 12 (1,0%)     |
| Укупно            | 0        | 1.245         |